# Vater und Tochter
Father and Daughter (dt. „Vater und Tochter“) ist ein achtminütiger Zeichentrickfilm aus dem Jahr 2000. Regie bei dem preisgekrönten Kurzfilm, der gänzlich ohne Dialoge auskommt, führte Michael Dudok de Wit, der auch das Drehbuch und die Animationen gestaltete. CinéTé Filmproductie BV und Cloudrunner Ltd. produzierten den Film.

## Handlung
Ein Vater und seine Tochter fahren mit dem Rad über eine niederländische Landschaft. Sie halten an einer Stelle an. Der Vater geht zum Meer und steigt in ein Boot, sich von seiner Tochter verabschiedend. Das Kind kommt daraufhin regelmäßig an die Stelle zurück, um auf seinen Vater zu warten. Es vergehen Tage, Monate und Jahre, ohne dass der Vater zurückkommt. Die Tochter heiratet, bekommt Kinder und wird alt.
Die alt gewordene Tochter geht nach Jahren des Wartens und Hoffens auf die Rückkehr ihres Vaters zum Meer hinunter, das inzwischen ausgetrocknet und von Pflanzen zugewachsen ist. Die Tochter geht weiter im Gras und entdeckt das von Sand überspülte Boot ihres Vaters. Sie legt sich in das Boot und schaut in den Himmel. Plötzlich sieht sie auf der ausgetrockneten Landschaft ihren Vater. Sie läuft auf ihn zu und wird dabei immer jünger. Sie umarmen sich.

## Auszeichnungen
Auf dem Ottawa International Animation Festival 2000 gewann der Film den OIAF-Preis als bester Independentfilm und den Publikumspreis. Auf dem Festival d’Animation Annecy 2001 wurde der Film mit dem wichtigsten Preis, dem Cristal d’Annecy, ausgezeichnet. Ebenfalls den Hauptpreis erhielt der Film auf dem Hiroshima Kokusai Animation Festival 2002.
Auszeichnungen erhielt Vater und Tochter auch auf folgenden Festivals:
- Trickfilmfestival Stuttgart 2002
- Zagreb World Festival of Animated Films 2002
- World Animation Celebration 2001
- Odense International Film Festival 2001
- Nederlands Film Festival 2001
- Leipzig DOK Festival 2001
- Filmfest Dresden 2001
- Krakowski Festiwal Filmowy 2001
- Clermont-Ferrand International Short Film Festival 2001
- Cinanima 2000
- Anima Mundi Animation Festival 2001

Bei der Oscarverleihung 2001 wurde Vater und Tochter als Bester animierter Kurzfilm ausgezeichnet und konnte sich damit unter anderem gegen Don Hertzfeldts Rejected durchsetzen. Bei den British Academy Film Awards 2001 gewann der Film in derselben Kategorie. Das europäische Cartoon Forum zeichnete den Film mit dem Cartoon d’Or aus.